# Amaxia pardalis
Amaxia pardalis là một loài bướm đêm thuộc phân họ Arctiinae, họ Erebidae.